# 박천봉
박천봉(朴千鳳, 1898년 2월 6일 ~ 1968년 3월 24일)은 대한민국의 독립운동가이다.
본관은 순천(順川)이고 호(號)는 산남(山南)이다.

## 생애

### 일생
경기도 안성(安城) 출생인 그는 1919년 4월 1일 최은식(崔殷植)·홍창섭(洪昌燮)·이유석(李裕奭) 등이 주동이 되어 전개한, 경기도 안성군 양성면(陽城面)·원곡면(元谷面) 일대의 대한 독립 만세 시위 운동에 참여하였다. 그는 이날 저녁 추곡리에서 사람들을 모아 대한 독립만세를 외친 뒤, 이희봉(李熙鳳)·손정봉(孫正奉) 등과 합류후 양성면으로 행진하여, 오후 9시경 동항리(東恒里)에 있는 경찰 주재소에 도착하였다. 그는 이곳에서 1천여 명의 시위 군중과 함께 독립만세시위를 벌이고, 해산하여 돌아가던 길에 경기도 안성군 원곡면 면장을 선두에 세우고 횃불을 들고 행진해 오던 1천여 명의 시위 군중과 합세하여 다시 주재소로 행진하였다. 오후 10시경 주재소에 도착하여 태극기를 휘두르며 대한 독립 만세를 고창하고, 주재소와 숙직실을 파괴·방화하였다. 그는 다시 만세 시위 군중과 함께 양성 우편소로 가서 그 곳의 기물과 건물을 파괴·방화하고, 일본인 외리여수(外里與手)가 경영하는 잡화점과, 일본인 고리대금업자 융수지(隆秀知)의 집을 파괴하였다. 다음은 양성면 사무소로 가서 서류와 기물을 파괴·방화하고, 독립 만세 시위 군중과 함께 인근 뒷산에 올라가 독립만세를 외친 뒤 해산하는 등 격렬한 독립만세시위를 전개하다가 체포되었다. 그리하여 1921년 1월 22일 경성복심법원에서 소위 보안법 위반·건조물 소훼·소요 혐의로 징역 2년 6개월형을 선고받고 옥고를 치렀으며 1923년 7월, 만기출감하였다.
이후 1923년 12월에서 1926년 12월까지 한국독립당 기초자치행정특보위원을 지냈으며 1926년 12월에서 1947년 12월까지 한국독립당 행정자치연대위원을 지냈고 이 와중이던 1945년 8월 15일에 조선 광복을 목도하였으며 1947년 12월에서 1967년 1월까지 한국독립당 행정대표위원을 지냈다.

## 사후
대한민국 정부에서는 그의 공훈을 기리고자 정부에서는 고인의 공훈을 기리기 위하여 1977년 대한민국 대통령 표창장과 1990년 대한민국 건국훈장 애족장을 각각 추서하였다.